# Noirmoutier-sziget
Noirmoutier-sziget (franciául: Île de Noirmoutier) egy sziget Franciaország nyugati, Atlanti-óceáni partja előtt. Vendée megyéhez tartozik. Hossza kb. 18 km, szélessége 500 méter és 12 km között változik, területe 49 km². A sziget és a szárazföld közötti tengerfenék (Passage du Gois) apály idején gyalogosan is járható, dagály idején a tenger elárasztja. 1971 óta a sziget hídon át is megközelíthető.

## Történelme
A francia forradalom előtt a Noirmoutier-sziget, a tőle délre fekvő Yeu-szigettel (Île d’Yeu) együtt a történelmi Poitou tartományhoz tartozott.

## Községei
Területén négy község osztozik, melyeket közös önkormányzat irányít.
- Barbâtre
- La Guérinière
- L’Épine
- Noirmoutier-en-l’Île, a sziget legnagyobb települése. Az itt álló, középkori eredetű várban az első világháború alatt fogolytábor működött. Kuncz Aladár Fekete kolostor c. regényében ír itt töltött éveiről.

## Fotók

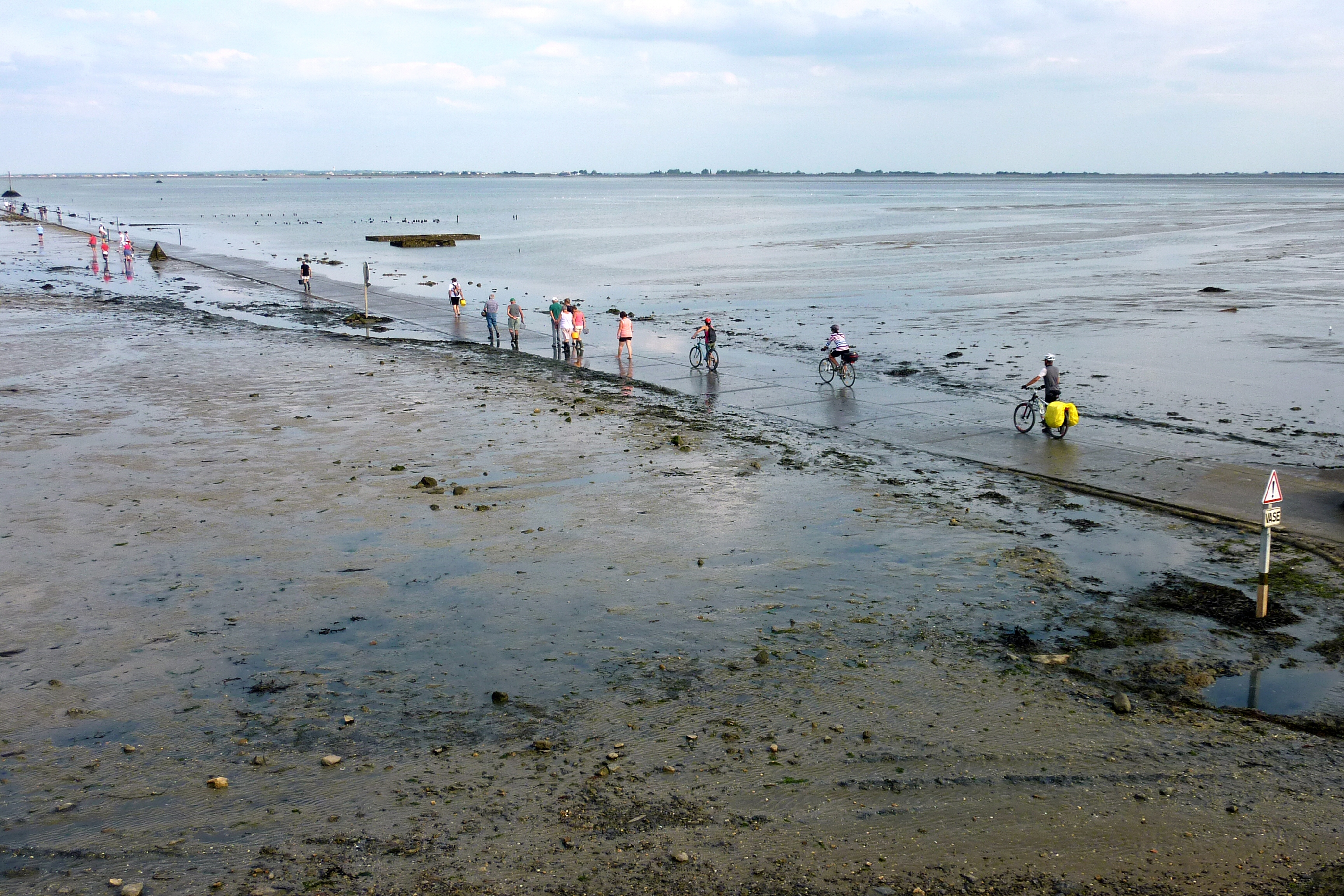
A Gois-gyalogút, apálykor
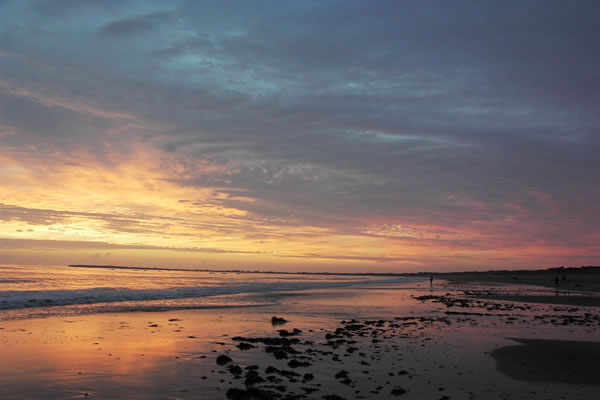
Naplemente Barbâtre-nál
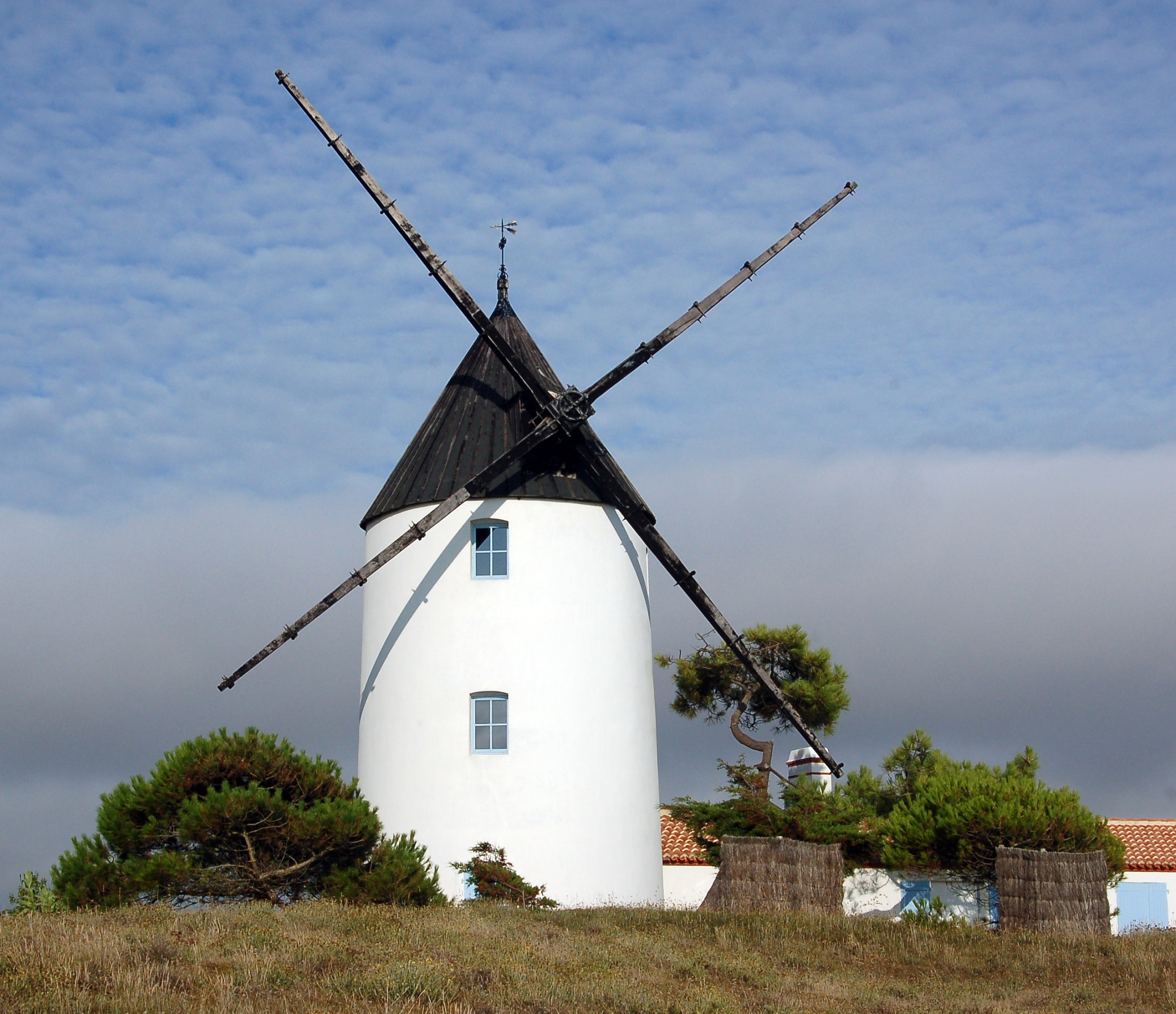
La Bosse-szélmalom
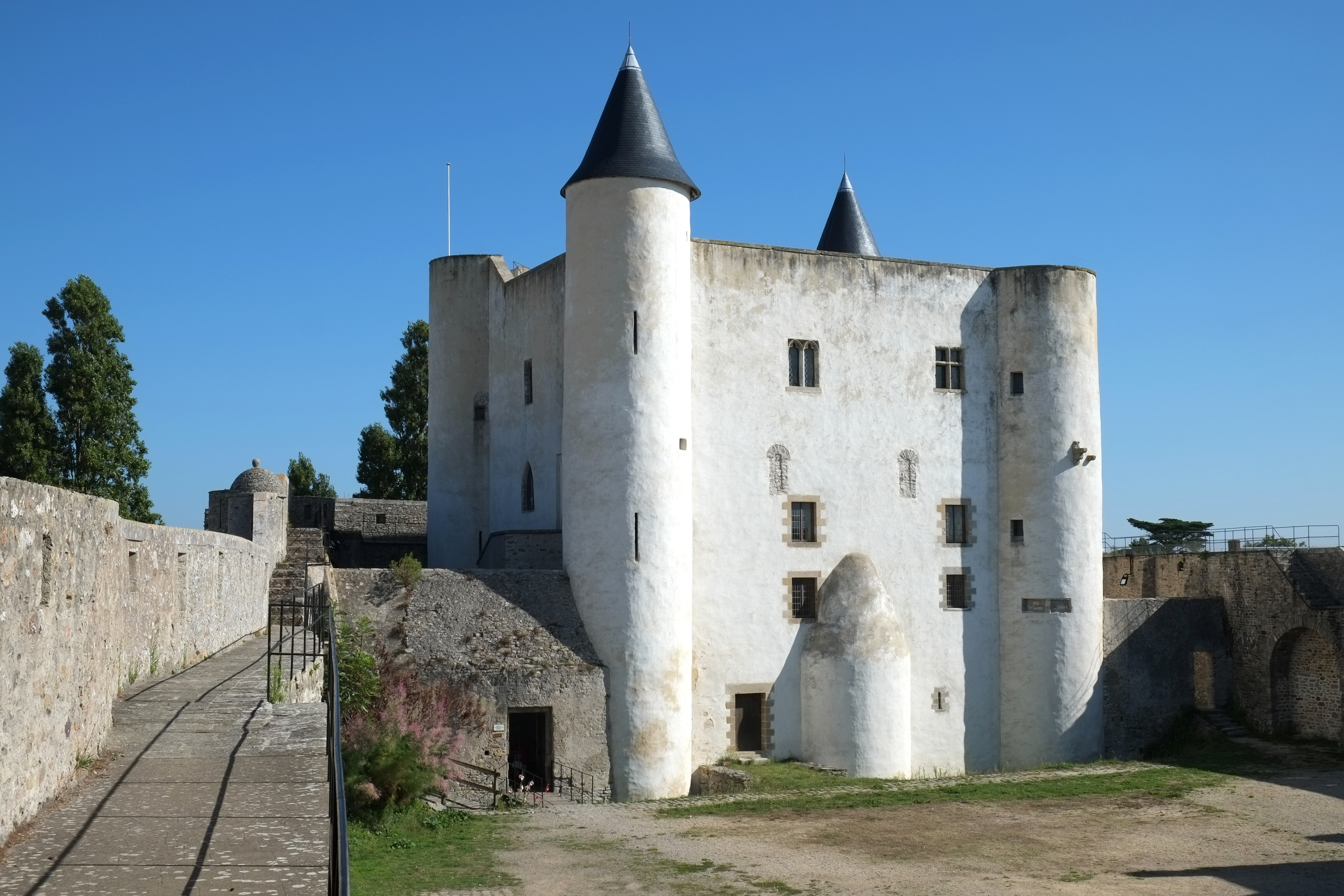
A noirmoutier-i vár